# Episodi de Le favole più belle
La prima stagione della serie televisiva Le favole più belle, composta da 20 episodi, è stata trasmessa in syndication negli Stati Uniti d'America dal 10 settembre 1972 al 4 marzo 1973.
In Italia la serie è stata trasmessa dal 29 agosto 1982 al 23 gennaio 1983 su Rete 4.
16 dei 18 episodi durano 20 minuti, mentre i due episodi da 40 minuti (20.000 leghe sotto i mari e Il giro del mondo in 80 giorni) sono stati divisi in due parti, per un totale di 20 episodi.

## Episodi
| n° | Titolo originale                      | Titolo italiano                          | Prima TV USA      | Prima TV Italia   |
| -- | ------------------------------------- | ---------------------------------------- | ----------------- | ----------------- |
| 1  | Yankee Doodle                         | Una giovane Yankee                       | 10 settembre 1972 |                   |
| 2  | Cinderella                            | Cenerentola                              | 17 settembre 1972 |                   |
| 3  | The Song of Hiawatha                  | Hiawatha                                 | 24 settembre 1972 |                   |
| 4  | 20,000 Leagues Under the Sea - Part 1 | 20.000 leghe sotto i mari - Parte 1      | 1º ottobre 1972   |                   |
| 5  | 20,000 Leagues Under the Sea - Part 2 | 20.000 leghe sotto i mari - Parte 2      | 8 ottobre 1972    |                   |
| 6  | Jack O'Lantern                        | Jack la lanterna                         | 29 ottobre 1972   |                   |
| 7  | Johnny Appleseed                      | Johnny Seminamele                        | 5 novembre 1972   |                   |
| 8  | Around the World in 80 Days - Part 1  | Il giro del mondo in 80 giorni - Parte 1 | 12 novembre 1972  |                   |
| 9  | Around Lthe World in 80 Days - Part 2 | Il giro del mondo in 80 giorni - Parte 2 | 19 novembre 1972  |                   |
| 10 | Robin Hood                            | Robin Hood                               | 26 novembre 1972  | 12 novembre 1982  |
| 11 | Puss in Boots                         | Il gatto con gli stivali                 | 9 dicembre 1972   | 5 settembre 1982  |
| 12 | A Christmas Tree                      | L'albero di Natale                       | 17 dicembre 1972  | 25 dicembre 1982  |
| 13 | The American Legend: Paul Bunyan      | La ballata di Paul Bunyan                | 7 gennaio 1973    |                   |
| 14 | Swiss Family Robinson                 | La famiglia Robinson                     | 13 gennaio 1973   |                   |
| 15 | The Sleeping Beauty                   | La bella addormentata nel bosco          | 21 gennaio 1973   | 12 settembre 1982 |
| 16 | The Arabian Nights                    | Notti arabe                              | 4 febbraio 1973   |                   |
| 17 | Alice in Wonderland                   | Alice nel Paese delle Meraviglie         | 11 febbraio 1973  | 19 settembre 1982 |
| 18 | Robinson Crusoe                       | Robinson Crusoe                          | 18 febbraio 1973  | 26 settembre 1982 |
| 19 | Tom Sawyer                            | Tom Sawyer                               | 25 febbraio 1973  |                   |
| 20 | Snow White and the Seven Dwarfs       | Biancaneve e i sette nani                | 4 marzo 1973      | 3 ottobre 1982    |

## Una giovane Yankee
- Diretto da: Jules Bass e Arthur Rankin Jr.
- Scritto da: Fred Halliday

### Trama
Un gruppo di ragazzini contribuiscono a modo loro alla rivoluzione americana.

## Cenerentola
- Titolo originale: Cinderella
- Diretto da: Jules Bass e Arthur Rankin Jr.
- Scritto da: William J. Keenan
- Soggetto: Charles Perrault

### Trama
La buona e bella Cenerentola, vessata dalla matrigna e dalle sorellastre, viene aiutata dalla sua fata madrina a trovare il vero amore fra le braccia di un principe.

## Hiawatha
- Titolo originale: The Song of Hiawatha
- Diretto da: Jules Bass e Arthur Rankin Jr.
- Scritto da: William J. Keenan
- Soggetto: Henry Wadsworth Longfellow

### Trama
Vita, avventure e imprese romanzate del capo condottiero Mohawk Hiawatha.

## 20.000 leghe sotto i mari - Parte 1
- Titolo originale: 20,000 Leagues Under the Sea - Part 1
- Diretto da: Jules Bass e Arthur Rankin Jr.
- Scritto da: Richard Neubert
- Soggetto: Jules Verne

### Trama
Il professor Aronaux, l'arpioniere Ned Land e il giovane Conrad si mettono alla ricerca di un misterioso mostro marino, ma al suo posto trovano il capitano Nemo e il suo sottomarino Nautilus.

## 20.000 leghe sotto i mari - Parte 2
- Titolo originale: 20,000 Leagues Under the Sea - Part 2
- Diretto da: Jules Bass e Arthur Rankin Jr.
- Scritto da: Richard Neubert
- Soggetto: Jules Verne

### Trama
Il capitano Nemo guida i suoi ospiti in un viaggio per gli oceani del mondo.

## Jack la lanterna
- Titolo originale: Jack O'Lantern
- Diretto da: Jules Bass e Arthur Rankin Jr.
- Scritto da: William J. Keenan

### Trama
Durante la notte di Halloween, un leprecauno sotto le sembianze di una zucca difende due bambini dalla strega Zelda e dallo stregone Archibald.

## Johnny Seminamele
- Titolo originale: Johnny Appleseed
- Diretto da: Jules Bass e Arthur Rankin Jr.
- Scritto da: Robert Littell

### Trama
Viene narrata la leggendaria vita di Johnny Seminamele, che vagava per il Midwest piantando semi di mele lungo la strada, garantendone scorte ai pionieri.

## Il giro del mondo in 80 giorni - Parte 1
- Titolo originale: Around the World in 80 Days - Part 1
- Diretto da: Jules Bass e Arthur Rankin Jr.
- Scritto da: Leonard Starr
- Soggetto: Jules Verne

### Trama
Il gentiluomo inglese Phileas Fogg scommette con i suoi compagni del Reform Club di riuscire a fare il giro del mondo in ottanta giorni, e si mette in viaggio con il suo maggiordomo francese Passepartout. Nel frattempo la Banca d'Inghilterra subisce una rapina e il detective Mr. Fix, sospettando di Fogg, si mette sulle sue tracce.

## Il giro del mondo in 80 giorni - Parte 2
- Titolo originale: Around the World in 80 Days - Part 2
- Diretto da: Jules Bass e Arthur Rankin Jr.
- Scritto da: Leonard Starr
- Soggetto: Jules Verne

### Trama
Giunti in India, Fogg e Passepartout salvano una la giovane Auda da un sacrificio umano e completano assieme a lei il viaggio, provando l'innocenza di Fogg nella rapina alla banca. L'uomo, oltre alla scommessa, vince anche la mano della bella Auda.

## Robin Hood
- Diretto da: Jules Bass e Arthur Rankin Jr.
- Scritto da: William Overgard

### Trama
Il padre del piccolo Willy viene arrestato dal malvagio Sceriffo di Nottingham. Toccherà a Robin Hood e ai suoi compagni della foresta salvare il taglialegna.

## Il gatto con gli stivali
- Titolo originale: Puss in Boots
- Diretto da: Jules Bass e Arthur Rankin Jr.
- Scritto da: Sandy Glass
- Soggetto: Charles Perrault

### Trama
Dopo aver calzato un paio di stivali, un astuto gatto inizia a parlare e fa la fortuna del suo padrone, il giovane mugnaio Jacques.

## L'albero di Natale
- Titolo originale: A Christmas Tree
- Diretto da: Jules Bass e Arthur Rankin Jr.
- Scritto da: Ken Donnelly
- Soggetto: Charles Dickens

### Trama
In un libero adattamento de Un albero di Natale di Charles Dickens, due fratellini, Peter e Mary, si arrampicano su un albero di Natale per salvare la festività dal gigante Orazio e dal mago cattivo Mantu.

## La ballata di Paul Bunyan
- Titolo originale: The American Legend: Paul Bunyan
- Diretto da: Jules Bass e Arthur Rankin Jr.
- Scritto da: William J. Keenan

### Trama
Un anziano nonno racconta la leggenda del taglialegna gigante Paul Bunyan, e di come batté un altro gigante in una gara di taglialegna.

## La famiglia Robinson
- Titolo originale: Swiss Family Robinson
- Diretto da: Jules Bass e Arthur Rankin Jr.
- Scritto da: William Overgard
- Soggetto: Johann David Wyss

### Trama
La famiglia svizzera Robinson, composta da: padre, madre e i due figli Fritz e Franz, deve sopravvivere su un'isola deserta in seguito ad un naufragio.

## La bella addormentata nel bosco
- Titolo originale: The Sleeping Beauty
- Diretto da: Jules Bass e Arthur Rankin Jr.
- Scritto da: Ken Donnelly
- Soggetto: Charles Perrault

### Trama
La Principessa Bella è destinata a dormire per cento anni insieme alla sua corte a causa di un maleficio della strega Glenda. Solo il bacio di un principe può salvare la giovane.

## Notti arabe
- Titolo originale: The Arabian Nights
- Diretto da: Jules Bass e Arthur Rankin Jr.
- Scritto da: Fred Halliday

### Trama
Pindaro deve portare dei rubini ad Omar in cambio della mano di sua nipote Fata. Ma i gioielli vengono mangiati da una cicogna e Omar manda il ragazzo alla ricerca di una babbuccia del terribile Califfo della Città Blu. Dopo aver sconfitto il Califfo e preso la babbuccia, Pindaro e Fata sono liberi di sposarsi.

## Alice nel Paese delle Meraviglie
- Titolo originale: Alice in Wonderland
- Diretto da: Jules Bass e Arthur Rankin Jr.
- Scritto da: Sandy Glass
- Soggetto: Lewis Carroll

### Trama
Quando cade nella tana di un coniglio, la piccola Alice si ritrova nel Paese delle Meraviglie, una terra fantastica popolata da bizzarri personaggi.

## Robinson Crusoe
- Titolo originale: Robinson Crusoe
- Diretto da: Jules Bass e Arthur Rankin Jr.
- Scritto da: William Overgard
- Soggetto: Daniel Defoe

### Trama
L'inglese Robinson Crusoe, naufraga su un'isola deserta insieme al suo pappagallo, dove fa la conoscenza dell'indigeno Venerdì.

## Tom Sawyer
- Titolo originale: Tom Sawyer
- Diretto da: Jules Bass e Arthur Rankin Jr.
- Scritto da: Robert Littell
- Soggetto: Mark Twain

### Trama
Il monello Tom Sawyer ne combina di tutti i colori cacciandosi nei guai insieme ai suoi amici Huckleberry Finn e Becky Thatcher.

## Biancaneve e i sette nani
- Titolo originale: Snow White and the Seven Dwarfs
- Diretto da: Jules Bass e Arthur Rankin Jr.
- Scritto da: Stu Hample
- Soggetto: Fratelli Grimm

### Trama
La Principessa Biancaneve è costretta a rifugiarsi nel bosco a causa della sua matrigna cattiva, invidiosa della sua bellezza. La giovane trova la protezione dei sette nani e della civetta Perché, ma la regina riesce lo stesso a farle mangiare una mela avvelenata e la fanciulla cade in un sonno eterno. Biancaneve viene salvata dall'amore del Re Massimiliano.